# NGC 4482
NGC 4482 (другие обозначения — IC 3427, UGC 7640, MCG 2-32-98, ZWG 70.130, VCC 1261, PGC 41272) — карликовая эллиптическая галактика (dE) в созвездии Девы. Открыта Уильямом Гершелем 15 марта 1784 года.
В этой карликовой галактике система шаровых звёздных скоплений вращается со скоростью, превышающей дисперсию скоростей. Это может указывать на то, что NGC 4482 — остаток дисковой галактики. На периферии галактики наблюдается более молодое и богатое металлами звёздное население. В галактике присутствует тёплая межзвёздная среда.
Этот объект входит в число перечисленных в оригинальной редакции «Нового общего каталога».
Проецируется на группу галактик, однако неизвестно, входит ли в неё. Достоверно входит в скопление Девы.
На фотографиях NGC 4482 видна как эллиптическая галактика с ярким ядром умеренного размера и обширной внешней оболочкой. Для визуальных наблюдений в любительский телескоп это довольно тусклая галактика; она видна как расплывчатое световое пятнышко с достаточно равномерной поверхностной яркостью по всему диску и довольно чётко определенными контурами. Галактика вытянута с юго-востока на северо-запад. Радиальная скорость: 1812 км/с. Расстояние: 81 млн. световых лет. Диаметр: 38 000 световых лет.